# Crucifix du Mastro Guglielmo

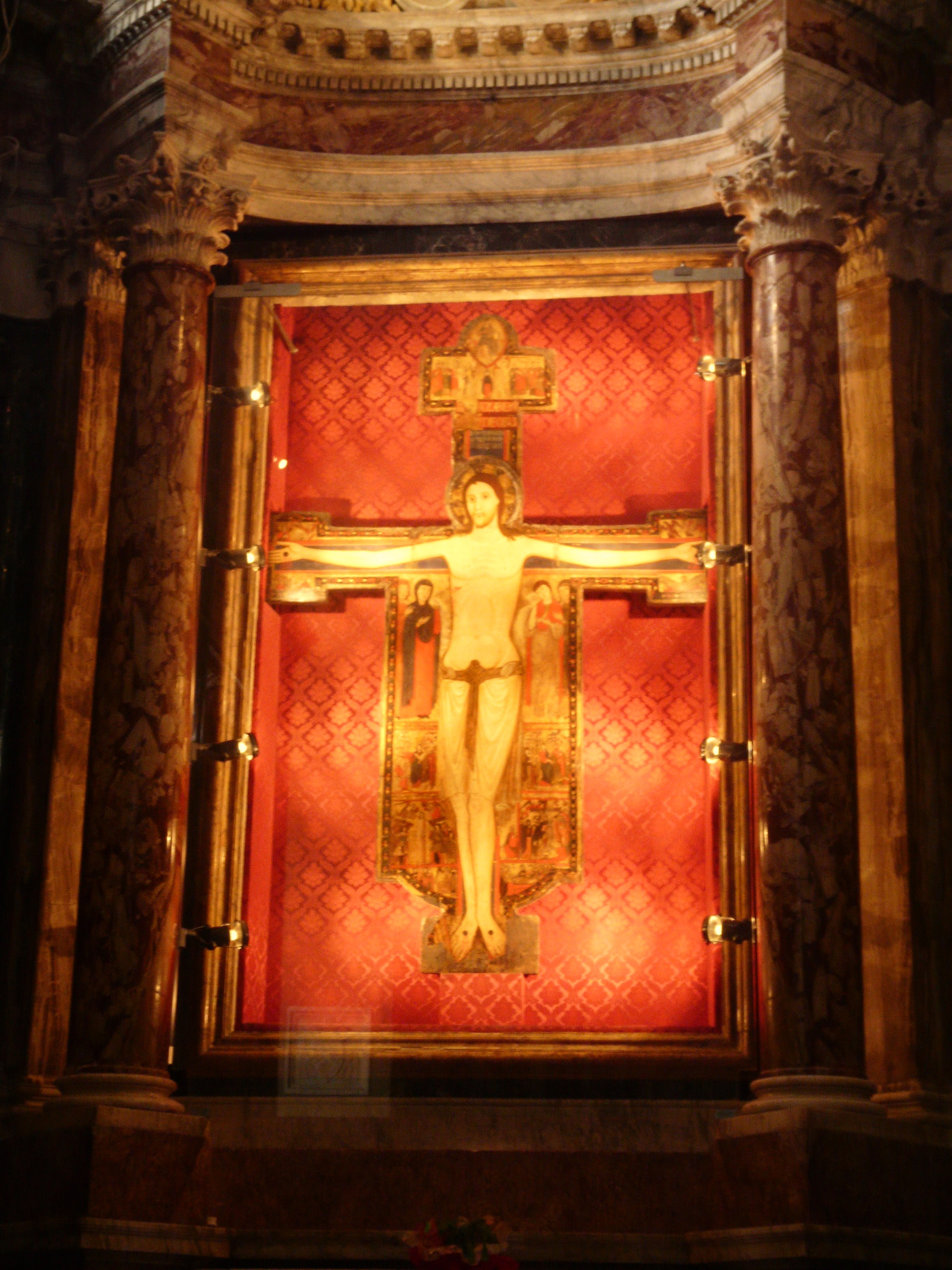
Le Crucifix

Le Crucifix du Mastro Guglielmo ou Crucifix de Sarzana est un crucifix peint  en  tempera et or sur bois, réalisé en 1138, conservé à la Chapelle de la Croix, dans la concathédrale Santa Maria Assunta de Sarzana.
Le crucifix est le plus ancien exemplaire de crucifix peint daté toscan.

## Histoire
La provenance du crucifix est inconnue. Il pourrait provenir de l'ancienne cathédrale de Luni ou de l'église Sant'Andrea de Sarzana.
Le commanditaire serait un certain Guglielmo Francesco, fils d'Alberto Rufo associé au développement économique de la ville ou bien un membre de la famille Villano.
En 1470, la piève de Sant'Andrea fait l'objet de travaux et le crucifix est transféré en un lieu non précisé puis réapparaît quelques années plus tard dans l'oratoire de Santa Croce et, ensuite, est transféré dans la cathédrale Santa Maria Assunta, au-dessus de la porte de la sacristie.
En 1572, l'évêque Giovanni Battista Bracelli, pendant une visite pastorale, le définit en ces termes latins « invenit iconam seu potius aliquas figuras Crucifixi, Beatae Mariae, Nicodemi et aliorum sanctorum vetustissimas et minime condecentes ».
En 1584, Angelo Peruzzi, pendant une visite apostolique, le voit exposé  sur l'autel de la Purificazione della Beata Vergine Maria affirmant que l'autel  « habet iconam cum imagine Crucifixi, in actu quo Nicodemus corpus D.N. Jesu Christi levavit de cruce, cum multis aliis imaginibus, ita quod redditur valide ornatum ».
En 1602, un miracle est attribué au crucifix : il s'agit de la guérison d'un enfant nommé Agostino, survenant après l'intercession de la mère auprès de la croix. À la suite de ce miracle, la dévotion des fidèles grandissant, le crucifix est placé dans la chapelle dédiée à saint Jean appartenant à la famille Cattanei. La chapelle prend progressivement le nom cappella del Crocifisso et, en 1717, le cardinal Lorenzo Casoni, légat pontifical du pape Clément XI, fait finalement ôter les blasons et attributs de la famille. La chapelle est restaurée entre 1991 et 1998.
Une copie du crucifix de Mastro Guglielmo est déposée sur le maître-autel de l'Abbaye d'Heiligenkreuz en Autriche: cela a été fait par l'artiste italien Renato Manfredi en 1980-1981 dans le cadre de la rénovation de la zone de l'autel de l'église, et accroché au-dessus de l'autel le Vendredi saint (17 avril) en 1981.

## Description
Le Christ est représenté sur la croix, accompagné par les « Pleureurs » ou « Souffrants » (dolens) et par des panneaux de diverses dimensions représentant les Histoires de la Passion du Christ. 
L'auteur de l'œuvre a été défini par convention  Mastro Guglielmo, à partir du nom figurant sous le titulus crucis, la   signature de celui qui se déclare auteur du distique rédigé en hexamètres léonins : ANNO MILLENO CENTENO / TER QVOQ(ue) DENO / OCTAVO PIN/X(it) / GVILIELMUS ET H(aec) METRA FINX(it), probablement un lettré.
La peinture a été réalisée sur support de bois de châtaignier, essence typique des œuvres du  XIIe  et début du  XIIIe siècle. Entre les diverses couches préparatoires, on trouve, selon l'époque, une toile crayeuse, dans les zones les plus fragiles, des bandes de parchemin et une tessiture de finition de craie et colle.
Probablement au début du XIVe siècle, la figure du Christ a été repeinte (exception faite du périzonium) en respectant le style et la physionomie de l'œuvre. La figure originale est en partie lisible grâce à la radiographie et  à la réflectographie effectuées pendant la dernière restauration menée par l'Opificio delle pietre dure en 2001.
Le Crucifix respecte les conventions du Christus triumphans, Christ mort mais triomphant sur la croix, issue de l'iconographie religieuse gothique médiévale  occidentale typique de la réforme grégorienne (qui sera à son tour remplacé, par le Christus patiens, résigné à la mode byzantine de Giunta Pisano et ensuite, à la pré-Renaissance, par le  Christus dolens des primitifs italiens). 
Attributs du Christus triumphans montrant la posture d'un Christ vivant détaché des souffrances de la Croix :
- Tête relevée (quelquefois tournée vers le ciel), ici très auréolée,
- yeux ouverts,
- corps droit,
- du sang s'écoule  des cinq plaies.
- les pieds ne sont pas superposés

Scènes complémentaires
- Panneaux des  flancs du Christ : 
  - en grands personnages : Marie à gauche et Jean à droite chacun accompagné
  - en petits panneaux racontant des épisodes de la Passion  : Baiser de Judas, Flagellation et trahison de Pierre, Chemin du Calvaire, Descente de la Croix, Mise au Tombeau, Marie au Tombeau, Ascension.
- Extrémité bras gauche de la croix : Le visage du prophète Jérémie avec un  phylactère portant un texte du livre des Lamentations : Spiritus oris nostri, Christus Dominus, captus est in peccatis nostris[11]
- Extrémité inférieure du bras droit de la croix : le prophète Isaïe qui tient un phylactère portant un texte tiré du chant du serf de Jawè : Sicut ovis ad occisionem ducetur (Actes des Apôtres).
- En haut entre la cimaise en mandorle du Christ rédempteur et l'auréole du Christ figure, sous le tabellone du haut, le titulus avec l'inscription en latin : Iesus Nazarenus Rex Iudeorum.